# Hafenbahn Demmin
Die Hafenbahn Demmin verband den Hafen der Stadt Demmin mit der Berliner Nordbahn und den Demminer Bahnen. Dazu konnten auf dem Dreischienengleis sowohl Eisenbahnwagen mit 750 mm Schmalspur als auch mit Normalspur befördert werden. Die Länge der Strecke vom Kleinbahnhof bis zum Demminer Hafen betrug rund 2,4 Kilometer. Als Triebfahrzeuge dienten schmalspurige Lokomotiven der Demminer Bahnen. Diese zogen die Normalspurwagen mit Hilfe eines Kuppelwagens.

## Geschichte
Die Planung der Hafenbahn wurde vom Stettiner Unternehmen Lenz & Co. durchgeführt. Als die Pläne Anfang Februar 1897 vorgelegt wurden, war die ursprünglich vorgesehene Weiterführung der Strecke vom Hafen zur Demminer Zuckerfabrik aus Kostengründen verworfen worden. Nach erneuter Vorlage der überarbeiteten Planung bei der Aufsichtsbehörde und Klärung der Grundstücksfragen mit der Stadt Demmin konnten die Bauarbeiten am 30. September 1898 beginnen. Anfang Oktober 1899 konnte ein provisorischer Betrieb aufgenommen werden. Die Abnahme konnte erst nach der Fertigstellung einer im Streckenverlauf liegenden Flutbrücke erfolgen. Der öffentliche Betrieb wurde am 4. November 1899 aufgenommen.
Im Gebiet des Demminer Hafens wurden mehrfach Erweiterungen des Gleisbereiches durchgeführt. So wurde bis 1904 der Berliner Speicher über ein zusätzliches Normalspurgleis angeschlossen, das bis 1907 dreischienig ausgebaut und verlängert wurde. Der 1913 angelegte Stichkanal zur Erweiterung des Hafenbereichs erhielt 1914 einen Gleisanschluss. Im Bereich des Berliner Speichers wurden die Gleise 1922 völlig umgebaut. 1923 wurde am Stichkanal der neugebaute Getreidespeicher des Treptow-Demminer Landwirtschaftlichen Ein- und Verkaufsverein (LEVV) angeschlossen. Der LEVV übernahm als größter Verfrachter auf den Demminer Bahnen in den 1930er Jahren den Massengutumschlag zwischen Kleinbahn und Schiff. Die letzte Erweiterung der Gleise erfolgten für den 1935 gebauten und bis 1940 vergrößerten Klänhammer Speicher des Kaufmanns Otto Klänhammer.
Zu Beginn des Zweiten Weltkriegs nahm der Güterumschlag im Demminer Hafen bedeutend zu. Für die Rangierarbeiten musste eine zweite Lokomotive eingesetzt werden. Kriegsgefangene wurden für die Verladearbeiten herangezogen. Nach dem Krieg blieb die Hafenbahn im Gegensatz zu den als Reparationsleistung abgebauten Demminer Bahnen erhalten. Die Deutsche Reichsbahn übernahm 1949 den Betrieb der Strecke. Die Bedeutung der Binnenschifffahrt für Demmin ging in den 1970er Jahren nach der Errichtung von festen Brücken über Trebel und Tollense zurück. Die Hafenbahn blieb noch bis 1990 in Betrieb. Die Gleisanlagen im Hafen wurden rekonstruiert, die Verbindungsstrecke zum Bahnhof Demmin in den 1990er Jahren abgebaut.